# Вильсон, Роберт Томас
Роберт Томас Вильсон (англ. Robert Thomas Wilson; 1777—1849) — английский генерал эпохи наполеоновских войн, военный писатель, губернатор Гибралтара. Во время русско-французской войны 1812 года представлял английские интересы при русской армии, состоял в постоянной переписке с императором Александром I, оставил интересные записки о событиях того времени.

## Биография
Родился 14 (по другим данным, 17) августа 1777 г. в семье живописца-портретиста Бенджамена Вильсона (1721-1788).
В 1794 г. по протекции получил чин корнета 15-го лёгкого драгунского полка (все последующие свои чины он получал путём покупки патентов). В рядах названного полка 17 апреля 1794 г. отличился в сражении при Виллер-ан-Коши.
В 1797 г. он принимал участие в неудачной для англичан кампании в Голландии.
В 1798 г. участвовал в усмирении восстания в Ирландии (в качестве штабного офицера при генерал-майоре Сент-Джоне).
В 1799 г. участвовал неудачной для британских войск Нидерландской кампании.
В 1800 г. был произведён в майоры и послан в Вену с военно-дипломатическими поручениями, ездил оттуда в штаб австрийской армии в Италию.
В 1801 г. прибыл в Египет, где в рядах экспедиционного корпуса генерала Аберкромби участвовал в сражениях с французами. Возвратившись в Англию, напечатал об этом походе книгу под названием «История британской экспедиции в Египет» (Лондон, 1802), которая произвела сенсацию, особенно во французском обществе, так как Вильсон обвинял в этой книге Наполеона в избиении 3000 турецких пленных и в отравлении собственных солдат, заболевших чумой, в Яффском госпитале. Оба обвинения впоследствии оказались ложными, основанными на непроверенных слухах.
В 1804 г. Вильсон выпустил в свет другое своё сочинение: «Исследование нынешнего состояния вооружённых сил Британской империи и соображения относительно их реорганизации». Здесь Вильсон выступил ярым противником телесных наказаний. В том же 1804 году был произведён в подполковники и перевёлся в 20-й драгунский полк, чтобы участвовать в экспедиции на мысе Доброй Надежды. Военные действия здесь закончились до его прибытия, а будничная служба ему быстро прискучила; в 1806 г. Вильсон вернулся в Англию.
3 ноября 1806 г. Вильсон был включён в состав миссии генерала Хатчинсона, отправленного с военно-дипломатическим поручением в Санкт-Петербург, но, в виду начавшейся войны между Наполеоном и Пруссией и Россией, остался в Германии и сделал всю кампанию при штабе русской армии, участвуя в сражениях при Пройсиш-Эйлау, Гейльсберге и Фридланде.
После Тильзитского мира направился с генералом Хатчинсоном в Санкт-Петербург. Находясь в России, Вильсон составил и выпустил в 1810 году в свет «Описание кампании в Польше 1806-07 гг.». Тогда же начал собирать материалы для книги, написанной и выпущенной в свет много позже, в 1817 году, под заглавием «A Sketch of the Military and Political Power of Russia: In the Year 1817» («Очерк военной и политической власти в России: В 1817 году»), в которой подверг жёсткой критике компетентность русского военного командования и предостерегал английское общество о грозящей от России угрозе для Индии, а также Константинополя.
В 1808 году отправился в Португалию, где, командуя Лузитанским легионом, сформированным из португальцев, участвовал в войне против французов.
По возвращении в Англию Вильсон был назначен адъютантом короля Георга III и в 1812 г. был командирован в армию великого визиря в Бухарест, а оттуда — в главную квартиру русской армии, действовавшей против Наполеона, в качестве великобританского комиссара при ней. Пользуясь доверием императора Александра I, Вильсон получил разрешение писать ему лично обо всём, что найдет важным и интересным. Состоя при штабе Кутузова, Вильсон участвовал в сражениях при Красном, Вязьме и Малоярославце. Пытался давать рекомендации русскому командованию. Питая неприязнь к Кутузову, настоятельно рекомендовал императору заменить его Беннигсеном. Вместе с герцогами Ольденбургским и Вюртембергским сорвал попытку Кутузова заключить перемирие с Наполеоном.
В 1813 г. в бою при Лютцене, встав лично во главе части войск прусского резерва, удачно поддержал войска князя Шварценберга и тем содействовал успеху союзников. 21 мая 1813 г. император Александр I наградил Вильсона орденом св. Георгия 3-й степени (№ 292 по кавалерским спискам)
В ознаменование отличного мужества и храбрости, оказанных в сражении против французских войск 20 апреля при Люцене.
Британский король дал Вильсону чин генерал-майора.
В 1814 г. Вильсон находился при австрийских войсках, действовавших в Италии.
В 1815 г. вместе с двумя другими англичанами, Хатчинсоном и Брюсом, организовал побег французского генерала графа де Лавалетта, приговоренного Людовиком XVIII к смертной казни. С разрешения английского короля был предан верховному французскому суду («Процесс трёх англичан»). Обвиняемые были приговорены к трёхмесячному заключению. По отбытии наказания Вильсон возвратился в Англию, но принц-регент, найдя поведение Вильсона недостойным, уволил его от службы.
В 1818 г. Вильсон отправился в Южную Америку к Симону Боливару, боровшемуся за независимость южноамериканских колоний от Испании, и принял участие в этой борьбе. Тяжко раненый при Корунне, Вильсон вернулся в Англию, где был избран членом парламента.
24 мая 1825 г. Вильсон вновь вступил на военную службу с чином генерал-лейтенанта.
В 1841 г. по личному ходатайству герцога Веллингтона Вильсону было возвращено право ношения российских орденов, которого в 1823 г. был лишён указом Александра I, недовольного политической позицией генерала.
23 ноября 1841 г. Вильсон был произведён в полные генералы и в следующем году назначен губернатором Гибралтара, в каковой должности и пробыл до своей смерти, последовавшей 9 мая 1849 г.

## Избранные сочинения
Из сочинений Вильсона наиболее известны:
- An Enquiry into the Present State of the British Empire, with a View to its Re-organization. London, 1804
- Brief Remarks on the Character and Composition of the Russian Army and a Sketch of the Campaigns in Poland in the Years 1806 and 1807. London, 1810.
- History of the British Expedition to Egypt. London, 1803
- Narrative of Events during the Invasion of Russia by Napoleon Bonaparte and the Retreat of the French Army. 1812. London, 1860
- Private Diary of Travels, Personal Services and Public Events, During Mission and Employment with the European Armies inthe Campaigns of 1812, 1813 1814 from the Invasion of Russia to the Capture of Paris. London, 1861 (русский перевод: «Дневник путешествий, службы и общественных событий, в бытность при европейских армиях во время кампаний 1812—1813 года. Письма к разным лицам». СПб., 1995)
- Sketch of the Military and Political Power of Russia in the Year 1817. London, 1817